# Natação nos Jogos Europeus de 2015 - 200 m peito feminino
A competição dos 200 metros peito feminino foi um dos eventos da natação nos Jogos Europeus de 2015, em Baku, no Azerbaijão. Foi disputada no Centro Aquático de Baku nos dias 24 e 25 de junho.

## Calendário
Horário de verão do Azerbaijão (UTC+5).
| Data        | Horário | Fase         |
| ----------- | ------- | ------------ |
| 24 de junho | 10:29   | Eliminatória |
| 24 de junho | 19:05   | Semifinal    |
| 25 de junho | 18:18   | Final        |

## Medalhistas
| Ouro   | RUS Maria Astashkina |
| Prata  | ITA Giulia Verona    |
| Bronze | GBR Layla Black      |

## Recordes
Antes desta competição, os recordes mundiais e dos jogos europeus dessa prova eram os seguintes:
| Tipo                       | Atleta                    | Tempo   | Local     | Data                |
| -------------------------- | ------------------------- | ------- | --------- | ------------------- |
|                            | DEN Rikke Møller Pedersen | 2m19s11 | Barcelona | 1 de agosto de 2013 |
| Recorde dos Jogos Europeus | Não estabelecido          | –       |           |                     |

Os seguintes recordes mundiais ou dos jogos europeus foram estabelecidos durante esta competição:
| Data        | Evento | Nome             | Nacionalidade | Tempo   | Notas                      |
| ----------- | ------ | ---------------- | ------------- | ------- | -------------------------- |
| 25 de junho | Final  | Maria Astashkina | Rússia        | 2:23.06 | Recorde dos Jogos Europeus |

## Resultados

### Eliminatórias
A eliminatória foi realizada no dia 24 de junho. 
| Pos. | Bateria | Raia | Nadadora            | Nacionalidade    | Tempo   | Notas |
| ---- | ------- | ---- | ------------------- | ---------------- | ------- | ----- |
| 1    | 4       | 4    | Maria Astashkina    | RUS Rússia       | 2:25.54 | Q,    |
| 2    | 4       | 5    | Layla Black         | GBR Grã-Bretanha | 2:28.71 | Q     |
| 3    | 4       | 3    | Georgia Coates      | GBR Grã-Bretanha | 2:28.75 | Q     |
| 4    | 2       | 4    | Daria Chikunova     | RUS Rússia       | 2:28.94 | Q     |
| 5    | 2       | 5    | Abbie Wood          | GBR Grã-Bretanha | 2:29.03 |       |
| 6    | 3       | 5    | Emma Cain           | GBR Grã-Bretanha | 2:29.82 |       |
| 7    | 3       | 4    | Giulia Verona       | ITA Itália       | 2:30.28 | Q     |
| 8    | 3       | 1    | Ariel Braathen      | NOR Noruega      | 2:32.66 | Q     |
| 9    | 2       | 7    | Annabelle Schwaiger | AUT Áustria      | 2:33.36 | Q     |
| 10   | 2       | 6    | Neža Klančar        | SLO Eslovênia    | 2:34.23 | Q     |
| 11   | 3       | 3    | Lise Michels        | BEL Bélgica      | 2:34.99 | Q     |
| 12   | 3       | 2    | Raquel Pereira      | POR Portugal     | 2:35.51 | Q     |
| 13   | 2       | 3    | Sara Wallberg       | SWE Suécia       | 2:36.11 | Q     |
| 14   | 3       | 6    | Eleni Kontogeorgou  | GRE Grécia       | 2:36.30 | Q     |
| 15   | 1       | 5    | Josefine Pedersen   | DEN Dinamarca    | 2:36.54 | Q     |
| 16   | 4       | 6    | Tara Vovk           | SLO Eslovênia    | 2:36.67 | Q     |
| 17   | 4       | 2    | Sara Franceschi     | ITA Itália       | 2:36.68 | Q     |
| 18   | 2       | 8    | Essi-Maria Lillman  | FIN Finlândia    | 2:37.53 | Q     |
| 19   | 3       | 8    | Mona McSharry       | IRL Irlanda      | 2:37.87 |       |
| 20   | 4       | 7    | Phillis Range       | GER Alemanha     | 2:37.99 |       |
| 21   | 2       | 1    | Viktoryia Mikhalap  | BLR Bielorrússia | 2:38.00 |       |
| 22   | 4       | 9    | Mila Medić          | SRB Sérvia       | 2:39.15 |       |
| 23   | 2       | 2    | Tetiana Kudako      | UKR Ucrânia      | 2:39.24 |       |
| 24   | 1       | 4    | Zuzana Pavlikovská  | SVK Eslováquia   | 2:39.25 |       |
| 25   | 3       | 9    | Zsófia Leitner      | HUN Hungria      | 2:39.55 |       |
| 26   | 2       | 0    | Sini Koivu          | FIN Finlândia    | 2:39.66 |       |
| 27   | 3       | 0    | Yuliya Gnidenko     | UKR Ucrânia      | 2:40.22 |       |
| 28   | 4       | 0    | Niamh Kilgallen     | IRL Irlanda      | 2:41.17 |       |
| 29   | 2       | 7    | Alexandra Vinicenco | MDA Moldávia     | 2:42.03 |       |
| 30   | 4       | 8    | Marie Graf          | GER Alemanha     | 2:42.20 |       |
| 31   | 4       | 1    | Moona Koski         | FIN Finlândia    | 2:43.23 |       |
| 32   | 1       | 3    | Ásbjørg Hjelm       | FRO Ilhas Faroé  | 2:50.90 |       |

### Semifinal
A semifinal foi realizada no dia 24 de junho. 

#### Semifinal 1
| Pos. | Raia | Nadadora           | Nacionalidade    | Tempo   | Notas |
| ---- | ---- | ------------------ | ---------------- | ------- | ----- |
| 1    | 4    | Layla Black        | GBR Grã-Bretanha | 2:27.09 | Q     |
| 2    | 5    | Daria Chikunova    | RUS Rússia       | 2:28.01 | Q     |
| 3    | 3    | Ariel Braathen     | NOR Noruega      | 2:32.82 | q     |
| 4    | 6    | Neža Klančar       | SLO Eslovênia    | 2:33.11 | q     |
| 5    | 2    | Raquel Pereira     | POR Portugal     | 2:34.64 | q     |
| 6    | 1    | Tara Vovk          | SLO Eslovênia    | 2:34.80 |       |
| 7    | 7    | Eleni Kontogeorgou | GRE Grécia       | 2:35.74 |       |
| 8    | 8    | Essi-Maria Lillman | FIN Finlândia    | 2:35.86 |       |

#### Semifinal 2
| Pos. | Raia | Nadadora            | Nacionalidade    | Tempo   | Notas |
| ---- | ---- | ------------------- | ---------------- | ------- | ----- |
| 1    | 4    | Maria Astashkina    | RUS Rússia       | 2:23.88 | Q,    |
| 2    | 3    | Giulia Verona       | ITA Itália       | 2:29.00 | Q     |
| 3    | 5    | Georgia Coates      | GBR Grã-Bretanha | 2:30.41 | q     |
| 4    | 2    | Lise Michels        | BEL Bélgica      | 2:35.25 |       |
| 5    | 8    | Sara Franceschi     | ITA Itália       | 2:35.73 |       |
| 6    | 7    | Sara Wallberg       | SWE Suécia       | 2:36.59 |       |
| 7    | 1    | Josefine Pedersen   | DEN Dinamarca    | 2:36.92 |       |
| 8    | 6    | Annabelle Schwaiger | AUT Áustria      | DSQ     |       |

### Final
A final foi realizada no dia 25 de junho.
| Pos.              | Raia | Nadadora         | Nacionalidade    | Tempo   | Notas |
| ----------------- | ---- | ---------------- | ---------------- | ------- | ----- |
| Medalha de ouro   | 4    | Maria Astashkina | RUS Rússia       | 2:23.06 | , WJR |
| Medalha de prata  | 6    | Giulia Verona    | ITA Itália       | 2:25.91 |       |
| Medalha de bronze | 5    | Layla Black      | GBR Grã-Bretanha | 2:27.61 |       |
| 4                 | 3    | Daria Chikunova  | RUS Rússia       | 2:28.50 |       |
| 5                 | 2    | Georgia Coates   | GBR Grã-Bretanha | 2:29.93 |       |
| 6                 | 1    | Neža Klančar     | SLO Eslovênia    | 2:34.65 |       |
| 7                 | 7    | Ariel Braathen   | NOR Noruega      | 2:34.71 |       |
| 8                 | 8    | Raquel Pereira   | POR Portugal     | 2:34.99 |       |

Legenda
| Recorde mundial            | Recorde mundial (World record)                     |                       | Recorde africano                      | Recorde africano (African) |                                           | Q | Classificado por posição (Qualified) |
| Recorde dos Jogos Europeus | Recorde dos Jogos Europeus (European Games record) | Recorde da América    | Recorde da América (Americas)         | q                          | Classificado por melhor tempo (Qualified) |   |                                      |
| Melhor marca do ano        | Melhor marca do ano (World leading)                | Recorde asiático      | Recorde asiático (Asian)              | DNS                        | Não largou (Did not start)                |   |                                      |
| Recorde nacional           | Recorde nacional (National record)                 | Recorde europeu       | Recorde europeu (European)            | DNF                        | Não terminou (Did not finish)             |   |                                      |
| Recorde pessoal            | Recorde pessoal do atleta (Personal best)          | Recorde da Oceania    | Recorde da Oceania (Oceania)          | DSQ / DQ                   | Desclassificado (Disqualified)            |   |                                      |
| Recorde da temporada       | Recorde da temporada do atleta (Season best)       | Recorde sul-americano | Recorde sul-americano (South America) | NM                         | Sem marca (No mark)                       |   |                                      |